# アンダー・ザ・スキン
『アンダー・ザ・スキン』（Under the Skin）は、1997年のイギリス映画。
ヴェネツィア国際映画祭やトロント国際映画祭などで上映。

## ストーリー
19歳のアイリスと24歳のローズの姉妹は母親を癌で失う。姉のローズは夫に支えられ、生きる道を歩んでいくが、妹のアイリスは壊滅的な行動を繰り返すようになる。

## キャスト
| 役名             | 俳優                       | 日本語吹替                                                   |
| ---------------- | -------------------------- | ------------------------------------------------------------ |
| アイリス・ケリー | サマンサ・モートン         | 阿部桐子                                                     |
| ローズ・ケリー   | クレア・ラッシュブルック   | 宮寺智子                                                     |
| ママ             | リタ・トゥシンハム         | 渡辺多美子                                                   |
| ヴロン           | クリスティン・トレマルコ   | 落合るみ                                                     |
| トム             | スチュアート・タウンゼント | 黒田崇矢                                                     |
| その他           |                            | 谷川俊 咲野俊介 望木祐子 大林佳奈子 水野光太 横尾博之 大平泉 |